# Theodorus Leijgraf
Theodorus Leijgraf (Millingen aan de Rijn, 4 maart 1895 - Nijmegen, 20 september 1944) was een Nederlands moordenaar die op 27 oktober 1919 Wilhelmina Theodora Makaaij en Johanna Catharina Makaaij doodstak met een broodmes, ook wel de dubbele moord van Millingen genoemd. Hiervoor werd hij veroordeeld tot levenslange gevangenisstraf.

## Biografie
Leijgraf woonde in Millingen aan de Rijn en werkte daar als scheepstimmerman in de werf van zijn vader. Zijn vader overleed in 1918; hierna stond hij aan het hoofd van het scheepswerfje. Een aantal maanden voor de moord werd hij tijdens de kermis van Millingen schutterskoning van het schuttersgenootschap OEV I.